# 拉萨电影城
拉萨电影城是中国西藏自治区拉萨市的一座电影院。该院始建于1984年，原名拉萨电影院。2002年10月，西藏自治区电影公司和四川珠峰伟业投资有限公司合作以土地使用权置换的形式改造拉萨电影院，2004年工程竣工，拉萨电影院更名为拉萨电影城。2005年4月22日，拉萨电影城被中华人民共和国国家广播电影电视总局星级评定委员会授予“三星级电影院”称号。
2005年5月20日， 拉萨电影城首次全球同步上映进口大片《星球大战III：西斯的反击》，此后该电影城部分新片保持全球同步上映。